# Micrabraxas incolorata
Micrabraxas incolorata är en fjärilsart som beskrevs av W. Warren 1893. Micrabraxas incolorata ingår i släktet Micrabraxas och familjen mätare. Inga underarter finns listade i Catalogue of Life.